# Kambal'nyj
Il Kambal'nyj (in russo Камбальный?) è uno stratovulcano alto 2 156 m situato nel Territorio della Kamčatka, nell'Estremo Oriente russo.
Il Kambal'nyj è lo stratovulcano di maggiori dimensioni più meridionale della penisola della Kamčatka. Fino a poco tempo fa, gli studiosi erano a conoscenza solamente di un'unica eruzione avvenuta nel XIV secolo. Tuttavia, il 24 marzo 2017 il vulcano ha eruttato di nuovo e da allora emissioni di cenere si verificano quasi ogni giorno. Durante l'eruzione le nubi di cenere raggiunsero l'altezza di sette chilometri. Sono stati espulsi principalmente cenere e materiali di dimensioni leggermente superiori.